# Lauren Collins
Lauren Collins (Thornhill, 29 agosto 1986) è un'attrice canadese, il cui ruolo più riconosciuto è quello di Paige Michalchuk nella soap opera Degrassi: The Next Generation.

## Biografia
Nata nell'Ontario da Sari e Stan Collins, Lauren è figlia di un ebreo di origini di Londra, Gran Bretagna. L'attrice ha un fratello, di mestiere editore, mentre suo cugino è Spencer Rice, una delle star del reality canadese Kenny vs Spenny.
Lauren Collins è diplomata alla Thornlea Secondary School.

### Carriera
Lauren Collins ha iniziato a recitare nel 1998, quando è stata scelta per interpretare ruoli in diverse serie televisive quali Once a Thief, Noddy e I Was a Sixth Grade Alien. Dal 2000 al 2001 ha interpretato il personaggio ricorrente di supporto di Brooke Lanier, nella serie originale Disney Channel In a Heartbeat, prima di ottenere il ruolo che avrebbe segnato la svolta nella sua carriera, quello di Paige Michalchuk nella popolarissima soap opera Degrassi: The Next Generation, nel 2001. Ha ottenuto il ruolo della ex-ragazza di Derek, Kendra, nella serie La mia vita con Derek, oltre ad aver avuto un ruolo ricorrente in The Best Years e ad aver partecipato al film tv Virtual Mom.
Per quanto riguarda la carriera al di là della televisione, Lauren ha anche recitato in spettacoli teatrali quali Alice nel paese delle meraviglie, nel quale ha interpretato la protagonista, ed il musical di Broadway Annie. Per più di cinque anni è stata membro della compagnia teatrale CharActors Theatre Troupe, una compagnia teatrale per bambini.
Nel 2006, Lauren ha debuttato al cinema nel lungometraggio Ti va di ballare?, il cui protagonista è Antonio Banderas. L'anno successivo è apparsa in Charlie Bartlett. Nel 2008 ha recitato nel film in DVD Se mi guardi mi sciolgo, insieme ad Ashley Tisdale.
Il 6 marzo 2010, ha partecipato ad un video parodia della fiction che l'ha resa famosa, Degrassi, ideato dalla star di YouTube Shane Dawson.
Il suo ruolo più recente è del 2011, di nuovo insieme ad Ashley Tisdale, nello spinoff di High School Musical Sharpay's Fabulous Adventure, sempre della Disney Channel. Il suo ruolo è quello di Tiffany.

## Filmografia

### Cinema
- Valentine's Day, regia di Duane Clark (1998)
- Ti va di ballare? (Take the Lead), regia di Liz Friedlander (2006)
- Charlie Bartlett, regia di Jon Poll (2007)
- Farhope Tower, regia di April Mullen (2015)
- Qualcuno salvi il Natale (The Christmas Chronicles), regia di Clay Kaytis (2018)

### Televisione
- Real Kids, Real Adventures – serie TV, episodio 1x06 (1997)
- Bugiarda (Blood on Her Hands), regia di Steven Robman – film TV (1998)
- Once a Thief – serie TV, episodio 1x20 (1998)
- Tempting Fate, regia di Peter Werner – film TV (1998)
- Happy Christmas, Miss King, regia di Stefan Scaini – film TV (1998)
- Noddy – serie TV, episodi 1x16-1x21-2x07 (1998-1999)
- Rocky Marciano, regia di Charles Winkler – film TV (1999)
- I Was a Sixth Grade Alien – serie TV, 5 episodi (1999)
- Restless Spirits, regia di David Wellington – film TV (1999)
- Intenzione premeditata (Deliberate Intent), regia di Andy Wolk – film TV (2000)
- Baby, regia di Robert Allan Ackerman – film TV (2000)
- Virtual Mom, regia di Laurie Lynd – film TV (2000)
- In a Heartbeat - I ragazzi del pronto soccorso (In a Heartbeat) – serie TV, 20 episodi (2000-2001)
- What Girls Learn, regia di Lee Rose – film TV (2001)
- Degrassi: The Next Generation – serie TV, 95 episodi (2001-2008)
- Blue Murder – serie TV, episodio 3x12 (2003)
- Mutant X – serie TV, episodio 2x19 (2003)
- The Eleventh Hour – serie TV, episodio 1x12 (2003)
- Renegadepress.com – serie TV, episodio 1x04 (2004)
- Radio Free Roscoe – serie TV, episodi 4x09-4x10 (2005)
- Booky Makes Her Mark, regia di Peter Moss – film TV (2006)
- Angela's Eyes – serie TV, episodio 1x06 (2006)
- La mia vita con Derek (Life with Derek) – serie TV, 10 episodi (2006-2009)
- The Best Years – serie TV, 8 episodi (2007-2009)
- Se mi guardi mi sciolgo (Picture This!), regia di Stephen Herek – film TV (2008)
- Degrassi Goes Hollywood, regia di Stefan Brogren – film TV (2009)
- Being Erica – serie TV, episodi 1x08-4x03-4x11 (2009-2011)
- La favolosa avventura di Sharpay (Sharpay's Fabulous Adventure), regia di Michael Lembeck – film TV (2011)
- Slasher – serie TV, episodio 1x07 (2016)
- Degrassi: Next Class – serie TV, episodio 2x05 (2016)
- Conviction – serie TV, episodio 1x10 (2016)
- The Strain – serie TV, episodi 4x02-4x04-4x08 (2017)

## Riconoscimenti
- Gemini Awards
  - 2004 – Candidatura alla miglior performance in una serie televisiva per Renegadepress.com
  - 2008 – Candidatura alla miglior performance in una serie televisiva per Degrassi: The Next Generation

- Young Artist Award
  - 2002 – Miglior cast in una serie televisiva per Degrassi: The Next Generation
  - 2003 – Candidatura al miglior cast in una serie televisiva per Degrassi: The Next Generation
  - 2006 – Candidatura al miglior cast in una serie televisiva per Degrassi: The Next Generation

## Doppiatrici italiane
Nelle versioni in italiano dei suoi film, Lauren Collins è stata doppiata da:
- Letizia Scifoni in Degrassi: The Next Generation, Ti va di ballare?
- Roberta De Roberto in Sharpay's Fabulous Adventure
- Valeria Vidali in Degrassi: Next Class
- Gemma Donati in The Strain (tranne 4x02)